# Giuseppe Sarti
Giuseppe Sarti (døbt 1. december 1729 i Faenza i provinsen Ravenna – 28. juli 1802 i Berlin) var en italiensk komponist, kapelmester og musikpædagog. Pietro Mingotti, der forsynede København med italiensk opera, opdagede her den unge begavelse og fik ham med som kapelmester. Til København kom Sarti i denne egenskab 1753, gjorde hurtig karriere og blev her, med forskellige afbrydelser, i en lang årrække indtil 1775. 1765—68 var Sarti borte, rimeligvis i Italien, men vendte atter tilbage til København, avancerede til overkapelmester og satte musik til de første danske syngestykker alt imens han fortsatte med sine italienske operaer og komponerede små franske syngestykker for det franske hofteater.
For København har Sarti af italienske operaer komponeret henimod en snes stykker, hvoraf navnlig Il Ciro riconosciuto (1754, trykt, tilegnet Frederik V) og Didone abbandonata (1763) særlig berømmes på grund af deres melodirigdom.
Sarti vendte tilbage til Italien, var direktør for konservatoriet Ospedaletto i Venedig, senere kapelmester ved domkirken i Milano. I 1784 blev han inviteret til Sankt Petersborg som hofkapelmester hos Katharina II, faldt i unåde, men vendte atter tilbage, blev ophøjet i adelsstanden og indrettede et italiensk konservatorium i Jekaterinoslav. Af helbredshensyn forlod han Rusland i 1802 for at rejse til sit fædreland, men døde undervejs i Berlin.

## Liv og gerning
Han var søn af en juveler, der tillige var musiker og spillede violin i domkirken. 1748-50 ses han at have været organist i sin fødeby, men hans hu stod til teatret, og i 1751 opførtes hans første opera. 2 år senere vandt han et afgjort gennembrud i en alder af 21 år i Venedig med "Il rè pastore" og fik engagement som kapelmester ved Pietro Mingottis Operaselskab, der om vinteren plejede at optræde i København. Sarti kom her til i slutningen af 1753 og tiltrak sig hurtig hoffets opmærksomhed. Efter, at i 1754 at have opført operaerne "Antigono" og "Il Ciro riconosciuto" blev han 1755 udnævnt til kongelig kapelmester. "Il Ciro riconosciuto" udkom 1756 i København, trykt i partitur og tilegnet kongen, et af de meget få trykte partiturer af Sarti. Sarti blev snart yndet ved det danske hof både ved sine operaer og sine talrige instrumentalkompositioner (alene i to sæsoner leverede han 76 såkaldte Sinfonie pour la table du roi), blev 1755 udnævnt til kongelig kapelmester og blev tillige lærer for kronprinsen, den senere Christian VII.

### Mingottisk Operaselskab i København
Pietro Mingotti, for hvem Sarti foruden de allerede nævnte operaer endnu komponerede "Sesostris" i 1755 og "Arianna e Teseo" i 1756, gik fallit efter sæsonen 1755-56, men operaen genoprettedes i 1758 under ledelse af sangerinden Marianna Galeotti, hvis associé Sarti kaldes, og repertoiret forsynedes med en række nye operaer af ham: "Anagilda" i 1758, pastoralen "Il Filindo" i 1760, "Astrea placata" i anledning af jubelfesten 1760, "Andromaca" ligeledes i 1760 og "L’Issipile" i 1761.
I 1761 lykkedes det Sartis velyndere at få operaen forenet med det danske skuespil og ham antaget til dirigent og komponist. Denne nye ordning, der gjorde det muligt at udfolde en vis musikalsk og dekorativ pragt, ansporede yderligere hans produktionsevne. Han havde forpligtet sig til at levere 3 operaer om året og opførte i denne periode foruden nogle mindre stykker operaerne "La Nitteti" i 1761, "Semiramide" i 1762, "Didone abbandonata" i 1763, "Il Narcisso" og "Cesare in Egitto" ligeledes i 1763, "Il gran Tamerlano" og "Il naufragio di Cipro" i 1764). Under denne masseproduktion var hans talent i stadig udvikling. Efter hvad der 1765 skrives om ham fra København, havde han i de senere år uddannet sig meget betydelig, så at han ville være en virkelig stor operakomponist, hvis hans geni var mangfoldigere, og hvis han ikke undertiden for de små finheders skyld gik glip af det sande ophøjede. Han udmærkede sig især ved en følelsesfuld, delikat melodi, og det ømme, mildt rørende lykkedes ham bedre end den høje pathos, men hans musik manglede dog ikke karakter, og som bevis herfor anfører korrespondenten eksempelvis "Didone abbandonata", der var fuld af ypperlige træk.
Det viste sig, at operaen krævede alt for store ofre, og den ophørte derfor med sæsonen 1763-64, hvorefter Sarti i sommeren 1765 rejste til Italien. Han havde lovet at træffe forberedelser til et nyt forsøg med en italiensk opera, men på grund af Frederik Vs sygdom og død måtte dette opgives. Efter 3 års fravær vendte han tilbage til København og udnævntes til overkapelmester. Det afsnit af Sartis liv, som nu begyndte, er især mærkeligt ved hans deltagelse i bestræbelserne for at indføre danske syngespil, et virkefelt, der naturlig frembød sig for ham, da han 1770 overtog "Den kongelige danske Skueplads», som teatret fra nu af kaldtes, i entreprise. Hans navn var allerede knyttet til det ældste danske operaforsøg, i det N.K.Bredal havde skrevet arierne i sit syngespil "Gram og Signe" fra 1756 til musik af Sarti, og kompositioner af ham blev ligeledes benyttede til flere mindre stykker, der fulgte efter, et tegn på, at man fandt behag i hans musik.
Men mens han var på rejse, havde en ny genre, de franske syngestykker, der var en mellemting mellem opera og lystspil ("Comédies mêlées d’ariettes"), fået indpas, og disse muntre, lidt sentimentale småstykker, hvor dialogen trådte i steden for recitativet, og operaarien var afløst af mindre sangnumre i en ukunstlet, udtryksfuld stil, faldt i publikums smag. Sarti var klog nok til at benytte sig heraf. Efter, at han i 1769 havde komponeret syngestykket "Carlile et Fanny" for det franske hofteater, åbnede han ved sin overtagelse af teatret på Kongens Nytorv det følgende år sæsonen med sit første danske syngestykke: "Soliman II", der slog godt an og oplevede en lang række forestillinger. Allerede i foråret 1771 fulgte et nyt dansk syngestykke af ham, Bredals "Tronfølgen i Sidon". Imidlertid gav dette sangspil, hvis musik ligeledes gjorde lykke, på grund af Bredals uheldige forsvar mod den kritik, som Peder Rosenstand-Goiske fremsatte i Den dramatiske Journal, anledning til alvorlige teateroptøjer, der en tid lang forhindrede dets gentagelse, men det holdt sig dog på repertoiret i nogle år.
Ved siden af de danske syngestykker opførte Sarti også italienske operaer med til dels udsøgte sangkræfter, hvoriblandt den senere berømte tenor Ansani. Således fik man i 1771 2 nye operaer af ham at høre, nemlig "Demofoonte" og "Alexander". I "Demofoonte" optrådte den 19-årige sopransangerinde Camilla Pasi, der blev Sartis hustru.
Som udmærket syngelærer bidrog Sarti meget til udbredelse af den gode sang, især i de operainteresserede aristokratiske kredse, der sympatiserede med hans forfinede kunst og satte pris på ham, ikke blot for hans talenters, men også for hans belevne væsens skyld. Christian VII havde som prins været hans elev og bevarede som konge sin interesse for ham. Der fandt hyppigt koncerter sted så vel ved hoffet som i de adeliges saloner, hvor fornemme dilettanter optrådte sammen med de italienske virtuoser, og Sarti var sjælen i disse musikalske underholdninger. Over for det store publikum vedblev han at føle sig som fremmed. Uagtet han kom her til i en ung alder og opholdt sig her så længe, blev han aldrig fortrolig med dansk ånd og sprog. Synderlig dyb har hans interesse for det nationale syngespil næppe været; i alle tilfælde svækkedes den snart på grund af de fortrædeligheder, det påførte ham. Dog komponerede han endnu musikken til "Deucalion og Pyrrha" i 1772, "Aglaé eller Støtten" i 1774, som ved Caroline Walters fortryllende udførelse af hovedrollen blev en stor succes, og Charlotta Dorothea Biehls "Kjærlighedsbrevene" i 1775.

### Økonomiske problemer og landsforvisning
Ved overtagelsen af teatret havde Sarti indladt sig på noget, han ikke kunne magte. Konkurrencen fra det franske teaters side og hans uheld med "Tronfølgen i Sidon" skadede ham meget, og ved Struensees fald mistede han nogle af sine bedste støtter. Han kom i en bundløs gæld, så at han allerede ved udløbet af den anden sæson så sig nødt til at opgive foretagendet. Indtil et gyldigt moratorium kunne blive udfærdiget, måtte han søge tilflugt hos den kejserlige gesandt, og der fortælles, at når han kørte til eller fra slottet, måtte 2 kongelige lakajer gå ved siden af vognen for at beskytte ham mod hans kreditorer. Hos kongen, Christian VII, stod Sarti dog stadig i høj gunst, ifølge Charlotte Biehl "mere ved alle Haande smaa mekaniske Kunster og Experimenter morede Kongen end ved sin Musik". Denne yndest førte ham på afveje. Han lod sig forlede til at misbruge sin indflydelse til for god betaling at skaffe ansøgere embeder og den nedsatte kommission for at ordne hans ødelagte pengeforhold, fik ham dømt til at "have sin Bestilling og Gods forbrudt", hvilket dog ved kongelig resolution af den 16. maj 1775 forandredes til, at han med bestillings forlis inden 8 dage skulle forlade landet.

### Til Italien
Sarti rejste tilbage til Italien, blev direktør for konservatoriet Ospedaletto i Venedig som efterfølger for Sacchini og indtog derefter 1779-84 den ærefulde stilling som kapelmester ved domkirken i Milano. I denne sin glansperiode, hvor hans ualmindelige evner først synes helt at have udfoldet sig, komponerede han nogle af sine mest yndede operaer: "Le gelosie villane" og "Farnace" i 1776, "Achille in Sciro" i 1779, "Fra due litiganti il terzo gode" i 1780 ("I oprørt Vand er godt at fiske", opført i København i 1795), "Giulio Sabino" (1781), "Le nozze di Dorina" (1782) med flere, foruden en stor del kantater, messer, motetter og andre.

### Til Rusland
Den berømmelse, han herved vandt, bevirkede, at han i 1784 blev kaldt til hoffet i Sankt Petersborg, hvor han bragte den italienske opera på et højt trin og blandt andre komponerede en "Armida" (1786), som vandt overordentligt bifald. Som følge af intriger, der fremkaldte modintriger fra hans side, faldt han i unåde, men han kom atter i gunst og blev stillet i spidsen for et konservatorium efter italiensk mønster. I 1802 forlod han Rusland for at rejse til Italien, men døde undervejs den 28. juli 1802 i Berlin.

## Betydning
En række af Giuseppe Sartis messer er blevet opførte i nyere tid. Derimod er hans talrige arbejder for teatret for længst skrinlagte. Selv de komiske operaer, hvis gratiøse melodier skaffede dem så mange venner og beundrere også uden for Italien, er på det nærmeste glemte. Disse kan opfattes som sin tids populærmusik, tilpasset tidens smag men glemt igen, da smagen ændrede sig. Det eneste, der har overlevet, er det lille tema af "Fra due litiganti", som er benyttet af Mozart til taffelmusikken i sidste akt af "Don Juan".

## Værker
Tallet på Sartis samtlige kendte operaer løber op til langt over 50, dertil kommer en stor mængde kirkemusik, deriblandt et russisk Te Deum og salmer, instrumentalværker, et rekviem over Ludvig XVI af Frankrig, etc.

### Operaer, syngespil og andre vokale værker
- Il re pastore, opéra, (1752)
- Il Vologeso, opéra, (1754)
- Antigono, opéra, (1754)
- Ciro riconosciuto, (1755)
- Arianna e Teseo, opéra, (1756)
- Gram og Signe syngespil, (1756)
- Anagilda, opéra, (1758)
- Armida abbandonata, opéra, (1759)
- Achille in Sciro, opéra, (1759)
- Andromaca, opéra, (1759-1760)
- Filindo, opéra, (1760)
- Astrea placata (1760)
- La Nitteti (1761)
- L’Issipile (1761)
- Semiramide (1762)
- Didone abbandonata (1763)
- Il Narcisso (1763)
- Cesare in Egitto (1763)
- Il naufragio di Cipro (1764)
- Il gran Tamerlano (1764)
- Alessandro nell'Indie (1766) (libretto af Pietro Metastasio;førsteopførelse i Padova)
- Carlile et Fanny (1769)
- Deucalion og Pyrrha (1772)
- Aglaé eller Støtten" (1774)
- Kjærlighedsbrevene (1775)
- Le gelosie villane (1776)
- Medonte, re di Epiro (1777)
- Adriano in Siria (1778)
- Giulio Sabino, opéra, (1781)
- Fra i due litiganti il terzo gode, opéra, (1782)
- L'Idalide o sia La vergine del sole (1783)
- Gli Amanti Consolati, opéra (1784)
- Armida e Rinaldo, opéra (1786)
- Enea nel Lazio, opéra (1799)
- Rondò "Teco resti anima mia" for tenor, to fløjter, oboer, horn. violiner. bratscher og basso continuo; autograf Milano 1777

### Sonater for tastatur- og andre instrumenter (fra Sattas tematisk katalog)
- S. I: 1 Sonata in re magg. per clavicembalo e violino o flauto concertante (edizione facsimile, SPES 1989)
- S. I: 2 Sonata in re magg. per violino e clavicembalo (manca il violino)
- S. I: 3 Sonata in mi min. per clavicembalo e violino o flauto concertante (edizione facsimile, SPES 1989)
- S. I: 4 Sonata in sol magg. per clavicembalo e violino o flauto concertante (edizione facsimile, SPES 1989)

### Sonatas for tastaturinstrumenter (fra Satta tematisk katalog)
- S. II: 1 Sonata in do magg. per clavicembalo (edizione moderna, Ricordi 1979)
- S. II: 2 Sonata in re magg. per clavicembalo (edizione moderna con facsimile, Esarmonia 2008)
- S. II: 2a Sonata in re magg. per organo (edizione moderna con facsimile, Esarmonia 2009)
- S. II: 3 Sonata in re magg. per clavicembalo (edizione moderna con facsimile, Esarmonia 2008)
- S. II: 4 Sonata in re magg. per clavicembalo (edizione moderna con facsimile, Esarmonia 2008)
- S. II: 5 Sonata in re magg. per clavicembalo (edizione moderna con facsimile, Esarmonia 2009)
- S. II: 6 Sonata in re magg. per clavicembalo (manoscritto incompleto)
- S. II: 7 Sonata in mi bem. magg. per clavicembalo (edizione moderna con facsimile, Esarmonia 2009)
- S. II: 8 Sonata in fa magg. per clavicembalo (edizione moderna, Eurarte 2002)
- S. II: 9 Sonata in sol magg. per clavicemablo (edizione moderna, Ricordi 1979)
- S. II: 10 Sonata in sol magg. per clavicembalo (edizione moderna, Ricordi 1979)
- S. II: 11 Sonata in sol magg. per clavicembalo (edizione moderna, Eurarte 2002)
- S. II: 12 Sonata in sol magg. per clavicembalo (edizione moderna con facsimile, Esarmonia 2008)
- S. II: 13 Sonata in sol magg. per clavicembalo (edizione moderna con facsimile, Esarmonia 2008)
- S. II: 14 Sonata in re magg. per fortepiano (edizione moderna con facsimile, Esarmonia 2013)